# Памятник жертвам Холокоста (Петриков)
Памятник жертвам Холокоста (Петриков) — памятный знак расположенный в селе Петриков Тернопольского района Тернопольской области Украины на улице Объездной. Установлен в честь жертв Холокоста села Петриков и Тернопольской области, где нацистами и коллаборационистами было убито более 100 тысяч евреев. Памятник расположен на месте массового расстрела евреев из Тернополя и окружающих сел, а также и захоронения погибших. Общая площадь территории братских могил — около 9.485 га. Местные жители рассказывают, что во время расстрелов текли реки крови, которая потом стояла в овраге. Во время уничтожения евреев только из-за того, что они родились евреями были и те Праведники, кто их спасал. Среди них Михайлина Рыцарь, Владимир Кравчук. В частности, жительница села Милюня Тхоржевская спрятала у себя одиннадцать человек (несколько семей), однако, узнав об этом, немцы забрали в гетто и евреев, и её с двумя детьми.
В 2000-х годах, при содействии еврейских организаций и меценатов, на территории братских могил в лесу для зажигания свечей, совершения паломничества установили каменную мемориальный стелу. Впоследствии Мемориальная секция Львовского общества еврейской культуры имени Шолом-Алейхема начала подготовку этой территории к строительству памятного комплекса, но инициатива была приостановлена из-за местных властей несмотря на то, что представители общества неоднократно к ним обращались с просьбой согласовать границы братской могилы. Братская могила расположена за пределами исторического центра города Тернополь (в юго-западной части) и в северо-западной части села Петриков, в лесу. Её периметр с севера доходит до асфальтированной дороги, с юга — грунтовая дорога, поле и гаражи, с запада — гаражи, с востока — периметр проходит по домами, грунтовыми и асфальтированными дорогам.
Памятник представляет собой белую стелу, на верхней части которой высечена и позолочена Звезда Давида. Ниже на памятнике надпись на иврите, украинском и английском говорит, что он установлен «в память святых мучениках-евреях, уничтоженных нацистами и там захороненных».

## Акты вандализма-антисемитизма
По словам представителя главного управления Нацполиции в Тернопольской области памятник подвергался вандализму несколько раз, а всего на апрель 2017 года его осквернили уже более шести раз. 24 марта 2017 года памятник был осквернён вандалами, которые разрисовали красной свастикой памятник, красной краской перечеркнули Звезду Давида, а ниже, поверх надписей, нарисовали свастику и руническое написание «SS». Акт вандализма обнаружил украинский краевед Тарас Циклиняк. Как отметил директор Украинского еврейского комитета Эдуард Долинский: 

В Тернополе осквернили памятник жертвам Холокоста. На памятнике на трёх языках написано о том, что монумент установлен в память о святых мучениках-евреях, уничтоженных нацистами и там захороненных. В Тернополе и области нацистами и Украинской вспомогательной полицией во время погромов и экзекуцией было убито более 100 тысяч евреев
После этого 27 апреля 2017 года его облили жирным веществом, а в августе 2017 года красной краской. Ночью 27 апреля 2018 года памятник был подожжен — по факту возбуждено уголовное производство.